# 紀元前191年
紀元前191年（きげんぜん191ねん）は、ローマ暦の年である。ローマ建国紀元563年、プブリウス・コルネリウス・スキピオ・ナシカとマニウス・アキリウス・グラブリオが執政官の年。

## 他の紀年法
- 干支 : 庚戌
- 日本
  - 孝元天皇24年
  - 皇紀470年
- 中国
  - 前漢 : 恵帝4年
- 朝鮮
  - 檀紀2143年
- 仏滅紀元 : 354年
- ユダヤ暦 : 3570年 - 3571年

## できごと

### 共和政ローマ
- グラブリオはセレウコス朝の王アンティオコス3世とアエトリア同盟に対するインペリウム（指揮権）を与えられ、テルモピュライの戦いに勝利してアンティオコスをギリシアから追い出し[1]、マルクス・ポルキウス・カト・ケンソリウスがそのことを本国に報告した[2]。アンティオコスは残った兵とともにエウボイア島のカルキダに逃れ、そこから海路でエフェソスに避難した。
- グラブリオはその後、アエトリア同盟と和平交渉を行ったが決裂し、ナウパクトゥスを包囲した[1]。アエトリア同盟はティトゥス・クィンクティウス・フラミニヌスに助けを求めたため、彼が仲裁に入った[3]。
- グラブリオは、神祇官の権限で閏日の挿入を決定するアキリウス法を制定した[1]（Lex Acilia de intercalatione[4]）。
- ナシカはボイイ族に勝利して凱旋式を挙行した[1]。
- マグナ・マーテル神殿奉献のための艦隊が編制された[5]。
- ヒスパニア・ウルテリオル担当プロコンスル（前執政官）マルクス・フルウィウス・ノビリオル (紀元前189年の執政官)が帰国し、小凱旋式を挙行した[2]。
- キルクス・マクシムスにユウェントゥス神殿が奉献された[6]。

### パルティア
- パルティア王アルサケス2世がアンティオコス3世の命令で暗殺されたと考えられている。従兄弟のフリアパティウスがアルサケスの後を継いだ。

### 中国
- 恵帝は紀元前213年から続いていた儒教の書物の禁止を解除した。

## 死去
- アルサケス2世:パルティア王